# Strid
 Denne artikel omhandler tegneserien. Opslagsordet har også en anden betydning, se Strid (band).
Strid er en tegneseriestribe, kendt fra bagsiden af Politiken. Striben blev tegnet af Jakob Martin Strid.
Der er udkommet to bøger med næsten alle striberne. Den Store Strid, og Den Store Strid 2 – Nu med Pave.
Hovedpersonen Strid, arbejder på Politiken, hvor han interviewer de danske politikere, berømtheder og selvopfundne personer.
Han er iklædt rød trøje, og hvide bukser med sko. Han har tre store strithår, og en karakteristisk næse.
| Taleboble | Spire Denne tegneserieartikel er en spire som bør udbygges. Du er velkommen til at hjælpe Wikipedia ved at udvide den. |